# Tunnel du port de Dublin

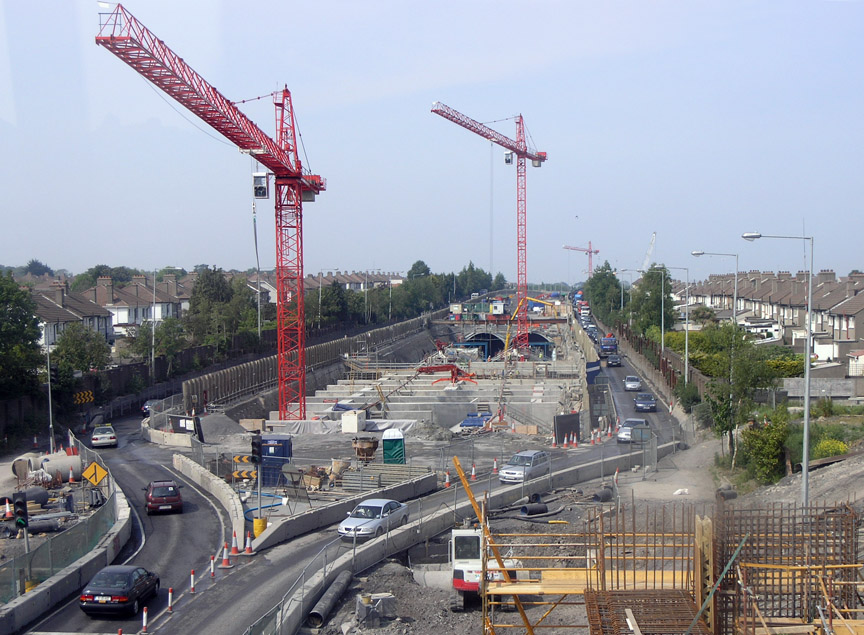
Construction du Tunnel du Port de Dublin, 2004

Le tunnel du port de Dublin (en irlandais : Tollán Calafoirt Bhaile Átha Cliath) est un tunnel routier à Dublin, en Irlande, faisant partie de l'autoroute M50 (en). Il mesure 4,5 km.
Il relie le port de Dublin et l'autoroute M1 (en) près de l'aéroport. L'ensemble du projet mesure 5,6 km[pas clair]. Le coût total de sa construction a été de 752 millions d'euros.
Le tunnel a été inauguré le 20 décembre 2006 et ouvert au public le 28 janvier 2007.

## Motivations
Le tunnel a été construit dans le but de diminuer la congestion au centre-ville de Dublin en détournant les poids lourds du port de Dublin directement sur le réseau d'autoroute. Ceci a eu un impact positif pour les utilisateurs, les piétons et les cyclistes et les autobus voyageant le long des quais de la ville, permettant une meilleure qualité de l'air et un voyage plus sûr. Pour décourager des banlieusards d'utiliser le tunnel, des véhicules autres que les poids lourds sont fortement taxés. Pour les poids lourds, le temps de déplacement au nord-ouest a été réduit de six fois par le tunnel. On a opté pour l'idée du tunnel lorsqu'on s'est aperçu qu'une route de surface n'était pas envisageable. 
L'itinéraire d'autobus de Dublin 142 utilise le tunnel pour relier le secteur gauche de la ville aux banlieues nord. Les autobus de plus longue distance de Belfast, de Derry et de Letterkenny utilisent de temps en temps l'itinéraire comme alternative aux routes extérieures fortement encombrées.